# توکل‌آباد (بم)
توکل‌آباد (بم)، روستایی از توابع بخش مرکزی شهرستان بم در استان کرمان ایران است. این روستا توسط نصرالله افشاری پور به ابادی تبدیل شده. آب این منطقه از طریق قنات تامین می‌شود. از امکانات این روستا می‌توان به مسجد ، حسینیه ،پارک ، استخر تفریحی و ... اشاره کرد.

## جمعیت
این روستا در دهستان حومه قرار دارد و براساس سرشماری مرکز آمار ایران در سال ۱۳۸۵، جمعیت آن ۵۰ نفر (۱۸خانوار) بوده‌است.